# 17822 Tonireland
17822 Tonireland este o planetă minoră (asteroid), cu un diametru de 10,544 km, din centura de asteroizi. A fost descoperită pe 22 martie 1998 la Magdalena Ridge Observatory⁠(d) de Lincoln Near-Earth Asteroid Research. 
Obiectul prezintă o orbită caracterizată de o semiaxă mare de 3,1773828 UAi, o excentricitate de 0,1338319, o înclinație de 4,21836 ° în raport cu ecliptica.